# Thore Enochsson
Thore Sixten Enochsson (né le 17 novembre 1908 à Östersund et mort le 14 mars 1993 à Stockholm) est un athlète suédois, spécialiste des courses de fond. 

## Biographie
Il remporte la médaille d'argent du marathon lors des championnats d'Europe de 1934, à Turin, devancé par le Finlandais Armas Toivonen.
Il se classe dixième du marathon des Jeux olympiques de 1936, à Berlin.

### Palmarès
| Date | Compétition           | Lieu   | Résultat | Épreuve  | Performance     |
| ---- | --------------------- | ------ | -------- | -------- | --------------- |
| 1934 | Championnats d'Europe | Turin  | 2e       | Marathon | 2 h 54 min 35 s |
| 1936 | Jeux olympiques       | Berlin | 10e      | Marathon | 2 h 43 min 12 s |

### Records
| Épreuve  | Performance     | Lieu | Date |
| -------- | --------------- | ---- | ---- |
| Marathon | 2 h 40 min 39 s |      | 1933 |